# BISZ
BISZ (Biuletyn Informacyjny Szkół Zawodowych w Gdańsku) – pismo Federacji Młodzieży Walczącej Gdańsk, ukazujące się od 1984 roku.
Założycielem był Bartłomiej Dróżdż. Środowisko związane z nim przekształciło je w "Wiatr od Morza" i pod takim tytułem ukazywało się do 1989. Jednym z ostatnich redaktorów naczelnych był Tomasz Stoppa.